# The Sheriff of Willow Gulch
The Sheriff of Willow Gulch è un cortometraggio muto del 1914. Il nome del regista non viene riportato nei credit del film che, prodotto dalla Biograph, era interpretato da James A. Furey, Isabel Rea, Curtis Cooksey e Franklin Ritchie.

## Produzione
Il film fu prodotto dalla Biograph Company.

## Distribuzione
Distribuito dalla General Film Company, il film - un cortometraggio in una bobina - uscì nelle sale cinematografiche statunitensi il 14 dicembre 1914. Non si conoscono copie ancora esistenti della pellicola che viene considerata presumibilmente perduta.